# 安立奎·奧施斯
安立奎·奧施斯（Enrique Osses，1974年3月26日—），智利足球裁判。他於2003年起為智利超級足球聯賽的裁判。2005年，成為國際足協的國際裁判，得以為國際比賽執法。在同年的16場聯賽中，他共發出了21張紅牌。此後，他曾為美洲盃、南美自由盃和2014年世界盃南美洲區外圍賽執法。2014年1月，他成為2014年世界盃的球證之一。自2021年3月起，他担任墨西哥足球协会裁判委员会培训总监。

## 資料來源
1. ↑  .   [2014-06-09]. （原始内容存档于2017-04-18）.